# Lukina jama
Lukina jama – najgłębsza jaskinia w Chorwacji, odkryta przez słowackich speleologów w 1991. Badania prowadziła w latach 1993–1995 Komisja ds. Speleologii Chorwackiego Związku Górskiego. Najnowsze badania przeprowadzono w 2010, 2011 i 2013 roku. Jaskinia znajduje się w Welebicie Północnym, w ścisłym rezerwacie przyrody Hajdučki i Rožanski kukovi, w Parku Narodowym Welebit Północny. Nosi imię Ozrena Lukicia – Luki, speleologa, który poległ jako chorwacki żołnierz w wojnie o niepodległość w Welebicie. Lukina jama ma 1431 m głębokości (rezultaty ostatnich badań z 2013, była wówczas 14. pod względem głębokości na świecie).